# Томас (ураган)
Ураган «Томас» (англ. Hurricane Tomas)  – потужний атлантичний ураган 2 категорії, останній шторм у календарному році, що обрушився на Карибський басейн. Дев’ятнадцятий названий шторм і дванадцятий ураган сезону атлантичних ураганів 2010 року. 
Відомо, що на шляху урагану загинуло 44 людини, 8 з яких – у Сент-Люсії. Після шторму на Гаїті повінь посилила спалах холери, побічно спричинивши більше смертей. Однак прямі наслідки урагану на Гаїті були меншими, ніж очікувалося. Загальний збиток від шторму склав 463,4 мільйона доларів.

## Метеорологічна історія

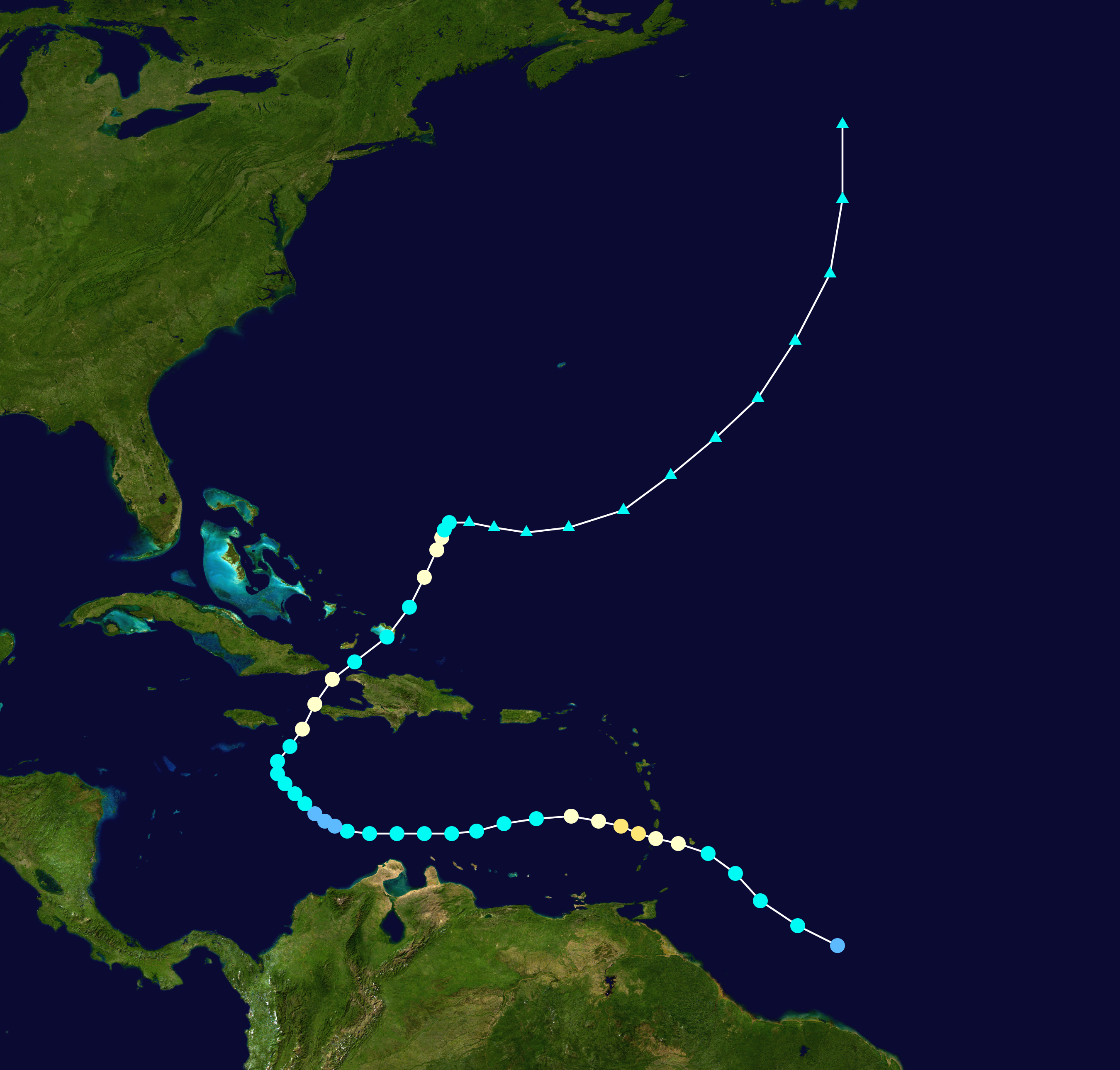
Карта шляху і інтенсивності Урагану Томас за шкалою Саффіра–Сімпсона

Тропічна хвиля відійшла від західного узбережжя Африки 24 жовтня. Вона поспішно рухалася на захід через тропічну Атлантику на порівняно низькій широті, потрапивши в міжтропічну зону конвергенції. Протягом цього часу структура хвилі зберігала енергійний вигляд; західна частина містила розсіяну конвекцію з сильними грозами, а також широку зону вітрів. 27 жовтня, коли система була приблизно в 1200 милях (1940 км) на південний-схід від Навітряних островів, Національний центр спостереження за ураганами (NHC) відзначив сприятливі атмосферні умови для тропічного циклогенезу, а саме легкий зсув вітру. Хвиля та її конвекція посилилися протягом наступних двох днів, демонструючи натяки на спіралеподібні смуги дощу. Літак Мисливці за ураганами, досліджуючи систему 29 жовтня, спостерігав розвиток циркуляції з тропічним штормовим вітром. У світлі цих особливостей NHC підрахував, що система стала тропічною депресією до 06:00 UTC того дня, приблизно в 460 милях (740 км) на південний-схід від Барбадосу, а через шість годин оновив його до тропічного шторму Томас.
На початку свого розвитку Томас повернув на північний-захід і сповільнив свій рух у регіоні слабкого зсуву вітру та високої тропічної вологості — двох головних передумов швидкої інтенсифікації. Однак розбіжність між циркуляцією нижнього та верхнього рівнів циклону перешкоджала цьому потенціалу посилення, і на той час NHC не очікувала, що Томас отримає статус урагану лише через 36-48 годин. Спрямований високим тиском на північ, шторм дещо повернувся на північний-захід при наближенні до Навітряних островів. Незважаючи на попередні прогнози помірного посилення, Томас різко посилився до 60 миль/год (95 км/год) до кінця 29 жовтня; Центр шторму, що посилювався, перетнув Барбадос наступного ранку, близько 09:00 UTC. Радарні зображення з Мартиніки невдовзі виявили утворення ока циклону; Томас отримав статус урагану через пару годин, приблизно за 35 миль (55 км) на схід від Сент-Вінсента і Гренадин, після того, як «Мисливці за ураганами» зафіксували приземний вітер 75 миль/год (120 км/год). На той час діаметр ока становив 35–46 миль (56–74 км).

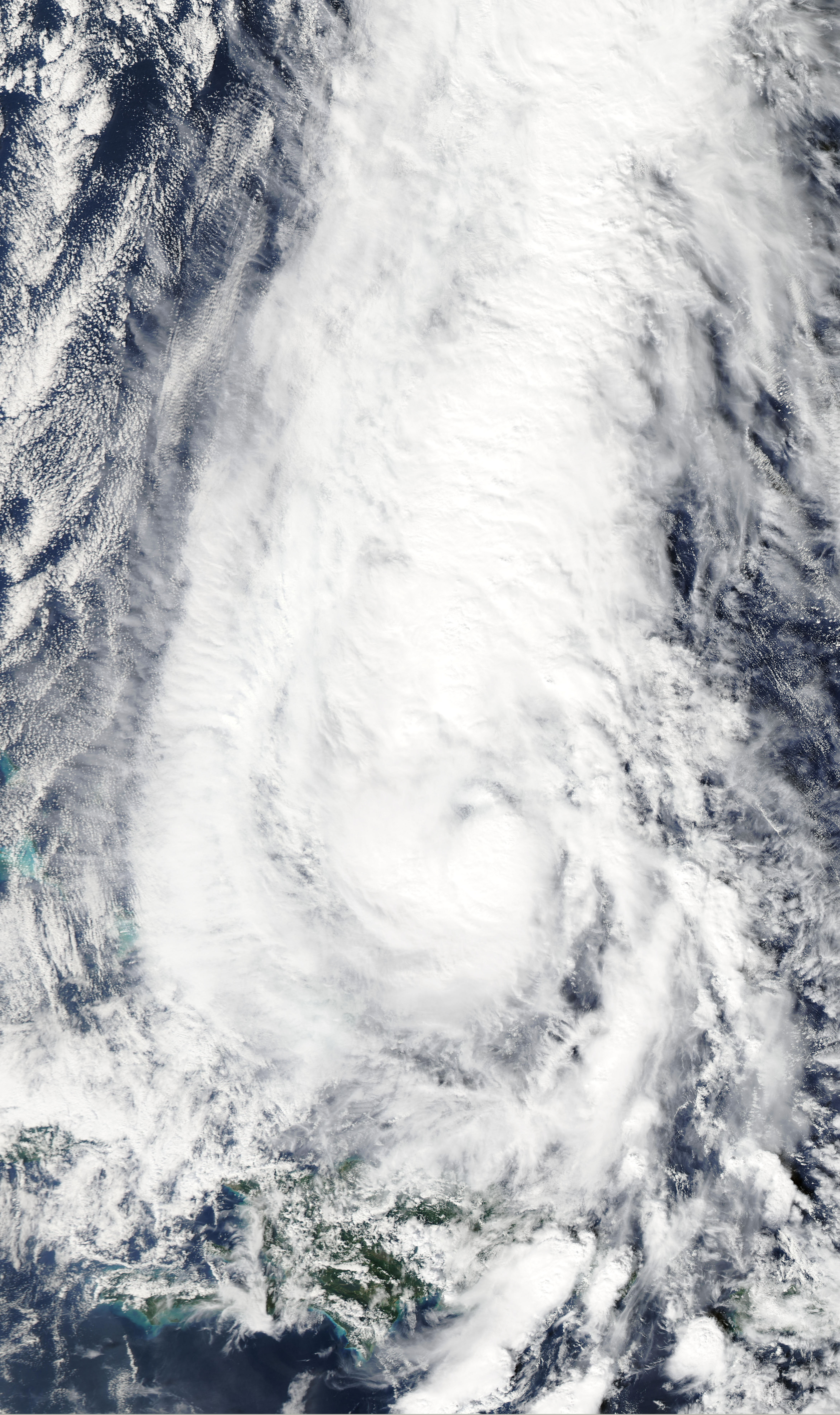
Послаблення тропічного шторму Томас над Атлантикою 6 листопада

Томас продовжував зміцнюватися до 30 жовтня, рухаючись загалом із заходу на північний-захід. Близько 20:00 UTC око перетнуло північні береги Сент-Вінсента, тоді як найпівнічніше кільце найсильніших вітрів огинало Сент-Люсію. Подальші звіти і повторний аналіз після шторму показали, що Томас досяг піку інтенсивності зі швидкістю вітру 100 миль/год (155 км/год) і мінімальним тиском 982 мбар ( гПа ; 29,00 дюймів рт . ст. ) під час переходу через нього. островів, що робить його ураганом 2 категорії за шкалою ураганів Саффіра-Сімпсона. Незважаючи на те, що NHC відзначив потенціал Томаса стати великим ураганом, агентство навпаки помітило, що ураган почав страждати від західного зсуву вітру, який, за прогнозами комп’ютерних моделей, посилиться в довгостроковій перспективі. 31 жовтня поєднання цього зсуву та сухого повітря розсіювало конвекцію навколо ока, ініціювавши тенденцію до ослаблення. Томас ослаб до тропічного шторму рано 1 листопада, коли найсильніші грози віддалилися від центру більш ніж на 115 миль (185 км). Деякий час Томас трохи звивався на південь від заходу, пройшовши на північ від островів ABC. Незважаючи на те, що зсув вітру послабився наступного дня, з областю глибокої конвекції, яка короткочасно знову утворилась поблизу центру Томаса зсув, здавалося, уже вплинув на шторм. Зі все більш дифузною та витягнутою структурою Томас ще більше послабився до тропічної депресії о 00:00 UTC, 3 листопада, приблизно за 325 миль (520 км) на південний схід від Кінгстона, Ямайка.
Після ослаблення Томас відхилився на північний-захід над центральним Карибським басейном. Циркуляція втратила подальше визначення, примикаючи до широкої ділянки низького тиску, що охоплює західні Карибські острови. Місія щоб визначити, чи зберіг Томас свій статус тропічного циклону, виявила, що середня циркуляція низького рівня змінилася на північний-схід від попереднього центру. Томас відновив потужність тропічного шторму пізно 3 листопада, і хоча центри низького та середнього рівня спочатку були неприєднаними, наступного дня почалося повільне посилення. Томас повернув на північ перед надзвичайно сильною глибокошаровою западиною, що огинає західну периферію субтропічного хребта. Протягом шестигодинного періоду основна грозова активність циклону стала набагато більш концентрованою з відповідним швидким падінням центрального тиску. Повернувши на північний-схід, Томас відновив статус урагану близько 06:00 UTC 5 листопада, лише за 36 миль (58 км) на південний-захід від західного краю Гаїті.
Протягом 5 листопада ураган прискорився на північний-схід у відповідь на наближення западини, проходячи прямо між східною Кубою та західною Гаїті. Через близькість до суші конвекція порушилася поблизу центру; Томас знову ослаб до тропічного шторму поблизу островів Теркс і Кайкос під час періоду помірного зсуву 6 листопада. Пройшовши через цю острівну державу, Томас на короткий час став ураганом на останній час перед зсувом вітру. У поєднанні з усе більш сухим повітрям циклон поступово послабшав до тропічного шторму 7 листопада. Томас втратив свої тропічні характеристики наступного дня, хоча він зберіг шквальний вітер як позатропічний циклон. Він різко повернув на схід, а потім викривився на північ, прискорений широким циклонічним потоком, що рухався над західною Атлантикою в наступні пару днів. Позатропічний циклон Томас згодом мчав у північну Атлантику, поки 11 листопада його не поглинула інша позатропічна система за кілька сотень миль на південь від Ньюфаундленду, Канада.

## Підготовка
Перед утворенням Томаса NHC відзначав можливість поширення сильних опадів і сильних поривів вітру на Навітряні острови, Венесуелу та північну Гаяну, через тропічну хвилю яких згодом переріс ураган Томас. Після розвитку тропічного шторму Томас більшість Навітряних островів отримали попередження про тропічний шторм, видане відповідними урядами; для Домініки також було видано спостереження за тропічним штормом. Через шість годин, коли Томас був майже ураганом, попередження про тропічний шторм було замінено попередженням про ураган на Барбадосі, Сент-Вінсенті та Гренадинах, Сент-Люсія та Мартиніка; та попередження про тропічний шторм  в Домініці.
На Барбадосі люди змогли евакуюватися до шкіл і притулків для безпеки під час шторму. На Сент-Люсії уряд закрив два аеропорти острова та наказав закрити всі підприємства. Крім того, через шторм був скасований великий креольський фестиваль. Влада Тринідаду і Тобаго закрила пляжі по всій країні. У Сент-Вінсенті Національна організація з управління надзвичайними ситуаціями (NEMO) випустила попередження про те, що тропічна система наближається до країни. Швидке посилення Томаса застало багатьох жителів Сент-Вінсента зненацька. Вранці 30 жовтня прем'єр-міністр звернувся до нації та поінформував країну про ситуацію, в якій вона опинилася.
Після руху шторму із заходу на південний-захід хвилі, спричинені Томасом, спричинили розрив хвиль на прибережних ділянках островів ABC вранці 1 листопада. Отже, о 14:15 UTC для всіх трьох островів було видано попередження для малих суден. Крім того, на Бонайре та Кюрасао під час проходження Томаса було оголошено сувору погоду. На Гаїті, країні, яка була зруйнована на початку року в результаті смертоносного землетрусу 12 січня, урядові чиновники почали готуватися до можливого удару Томаса до 30 жовтня. Один представник ООН зазначив, що удар урагану буде «останнім, що потрібно Гаїті». Уряд Гаїті оголосив помаранчеве штормове попередження, на один рівень нижче найвищого рівня небезпеки, і попередив про ймовірність вітру, грози та повені.

## Наслідки
| Країна                   | Смерті | Збитки     | Ресурс |
| ------------------------ | ------ | ---------- | ------ |
| Барбадос                 | немає  | 8,5 млн    |        |
| Куба                     | немає  | невідомо   | [ 31 ] |
| Курасао                  | 1      | 115 млн    |        |
| Гаїті                    | 35     | невідомо   |        |
| Мартиніка                | немає  | Мінімальні |        |
| Сент-Вінсент і Гренадини | немає  | 3,3 млн    |        |
| Сент-Люсія               | 8      | 336.2 млн  |        |
| Тринідад і Тобаго        | немає  | 1 млн      | [ 32 ] |
| Всього                   | 44     | 463 млн    |        |

### Барбадос і Навітряні острови

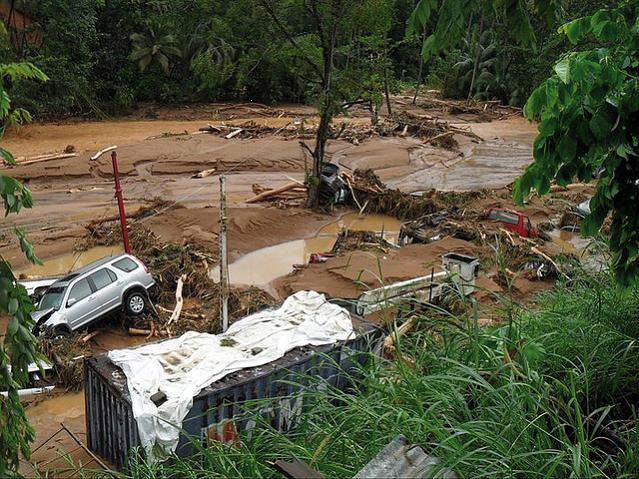
Пошкодження від повені вздовж річки Куль-де-Сак у Сент-Люсії

Коли Томас пройшов 20 миль (32 км) на південь від Барбадосу, він викликав порив вітру 63 милі на годину (100 км/год), який пошкодив будинки та лінії електропередач на острові. Також надходили повідомлення про знесені дахи, завалені дороги та вирвані з корінням дерева. Пізніше станція на Сент-Люсії зафіксувала тривалий вітер 48 миль/год (77 км/год) із поривами до 69 миль/год (110 км/год). Було значно пошкоджено будинки та лінії електропередач. Вітер зруйнував дах лікарні та школи, повалив кілька дерев і лінії електропередач. Крім того, станція на Мартиніці повідомила про стійкий вітер 72 милі/год (115 км/год) із поривами до 108 миль/год (173 км/год).
На Сент-Вінсенті, загиблих немає, але двоє людей отримали серйозні травми під час спроби провести ремонт дахів будинків і двоє вважаються зниклими безвісти. Двоє зниклих без вісті були знайдені 1 листопада біля острова Бальсо. Національна організація з управління надзвичайними ситуаціями (NEMO) оголосила всі райони від Парк-Хілл до Овії на східній стороні та всі території від Бель-Айла до Фітц-Хьюза на західній стороні зонами стихійного лиха. Також повідомлялося, що сільськогосподарський сектор зазнав збитків на суму понад 25 мільйонів доларів США (67 мільйонів європейських доларів). Понад 1200 людей були змушені шукати притулку в притулках від ураганів на Сент-Вінсенті. Близько 600 будинків втратили дахи. Багато зруйнованих ліній електропередач, дерев і зсувів зробили деякі дороги непроїзними, але NEMO, Управління доріг і загальних послуг мостів (BRAGSA) і St.
Сент-Люсія, ймовірно, зазнала найбільшої шкоди від шторму загалом. По всій Сент-Люсії сильні повені та зсуви призвели до щонайменше 7 летальних випадків, підтверджених головним лікарем. За словами міністра уряду, ще кілька людей зникли безвісти та були поховані під зсувами ґрунту. До ранку 2 листопада на острові було підтверджено ще два смертельні випадки.

### Інші карибські острови

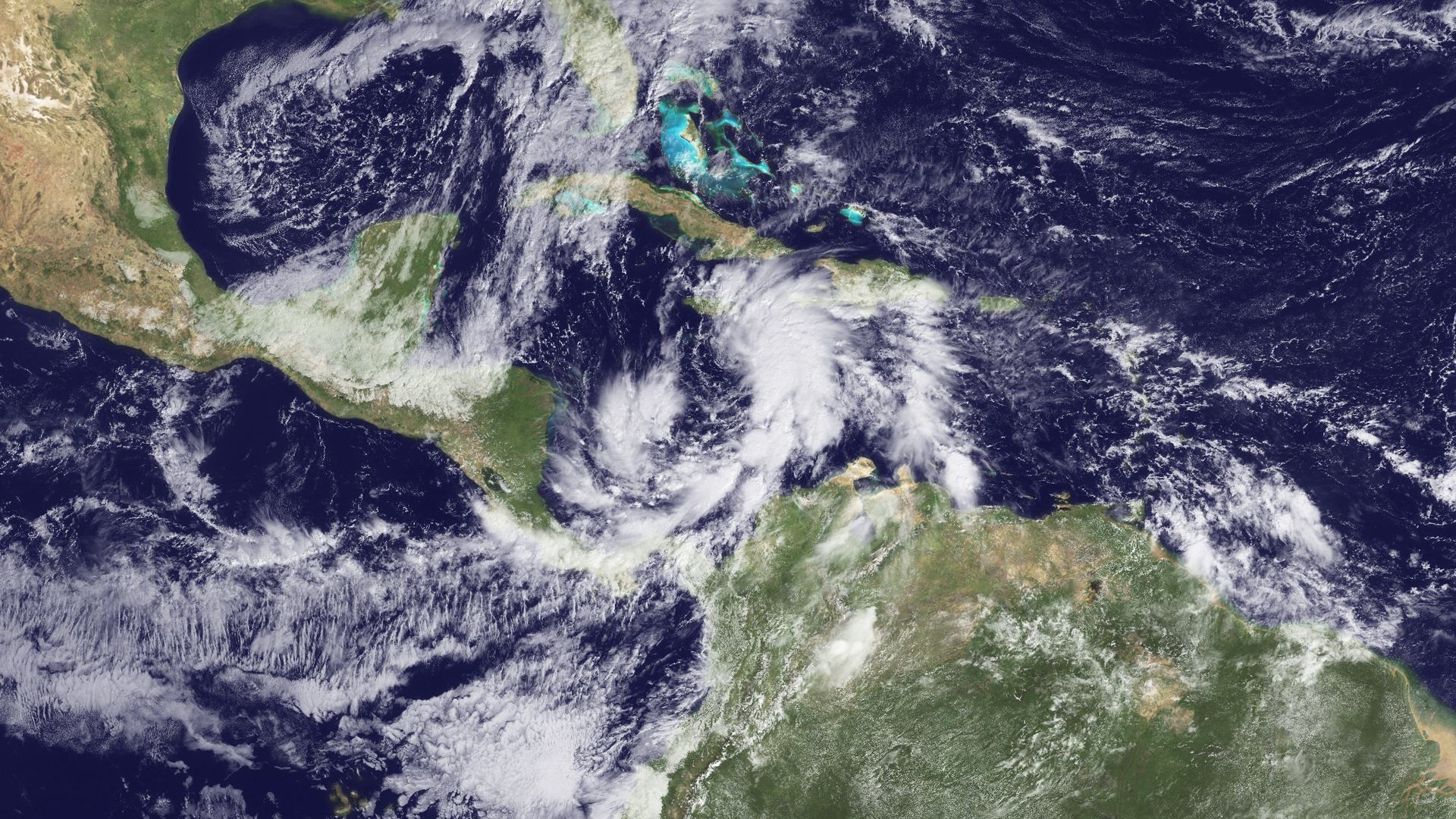
Тропічний шторм Томас реорганізується над Карибським морем 4 листопада

Проходячи повз Навітряні острови в Карибському морі, Томас викликав сильний вітер і сильний дощ на острові Авес, розташованому біля північного узбережжя Венесуели.
Хоча шторм не вразив безпосередньо острови ABC, одна з його зовнішніх дощових смуг зупинилася над регіоном і посилилася в ніч з 1 на 2 листопада. Кюрасао пережив найсильніший дощ за 40 років; протягом 24 годин у східній частині острова було зареєстровано 10,4 дюйма (265 мм). Більша частина дощу випала вночі під час сильної зливи, яка супроводжувалася сильною грозою, яка спричинила масштабні збої в електропостачанні, теле- та радіозв’язку. Удари блискавки викликали три великі пожежі на великому нафтопереробному заводі у Віллемстаді. Пожежі завдали серйозної шкоди кільком резервуарам на суму в 10 мільйонів доларів США. Рейси з Міжнародного аеропорту Кюрасао були затримані через небезпечні погодні умови.
Після багатогодинних сильних дощів повені зробили більшість доріг у регіоні непроїзними, десятки автомобілів були знесені або застрягли. Дощі наповнили дамби та переповнили стоки, спричинивши їх переповнення та посиливши повені. Найбільше постраждали міста Салінья, Брівенгат і Махааї; сотні будинків, садів і підприємств були затоплені. У розпал зливи рятувальник, який допомагав в евакуації лікарні, загинув через обвал стіни. Літній чоловік із серцевим нападом потонув, не зміг вийти із затопленої машини. Загалом Кюрасао постраждав від найгірших повеней в історії; страхові збитки по всьому острову перевищили 110 мільйонів NAƒ (63 мільйони доларів США), хоча загальні витрати від Томаса оцінювалися в 200 мільйонів NAƒ (115 мільйонів доларів США).
Шкода на двох інших островах була набагато меншою. У деяких частинах Бонайра пройшли сильні, але короткі періоди дощу, максимум 3 дюйми (75 мм) у міжнародному аеропорту Фламінго, що призвело до локального затоплення майна. На Арубі пройшли грози та помірні опади без істотних наслідків. Усі школи на островах були закриті 2 і 3 листопада через шторм.

### Великі Антильські острови

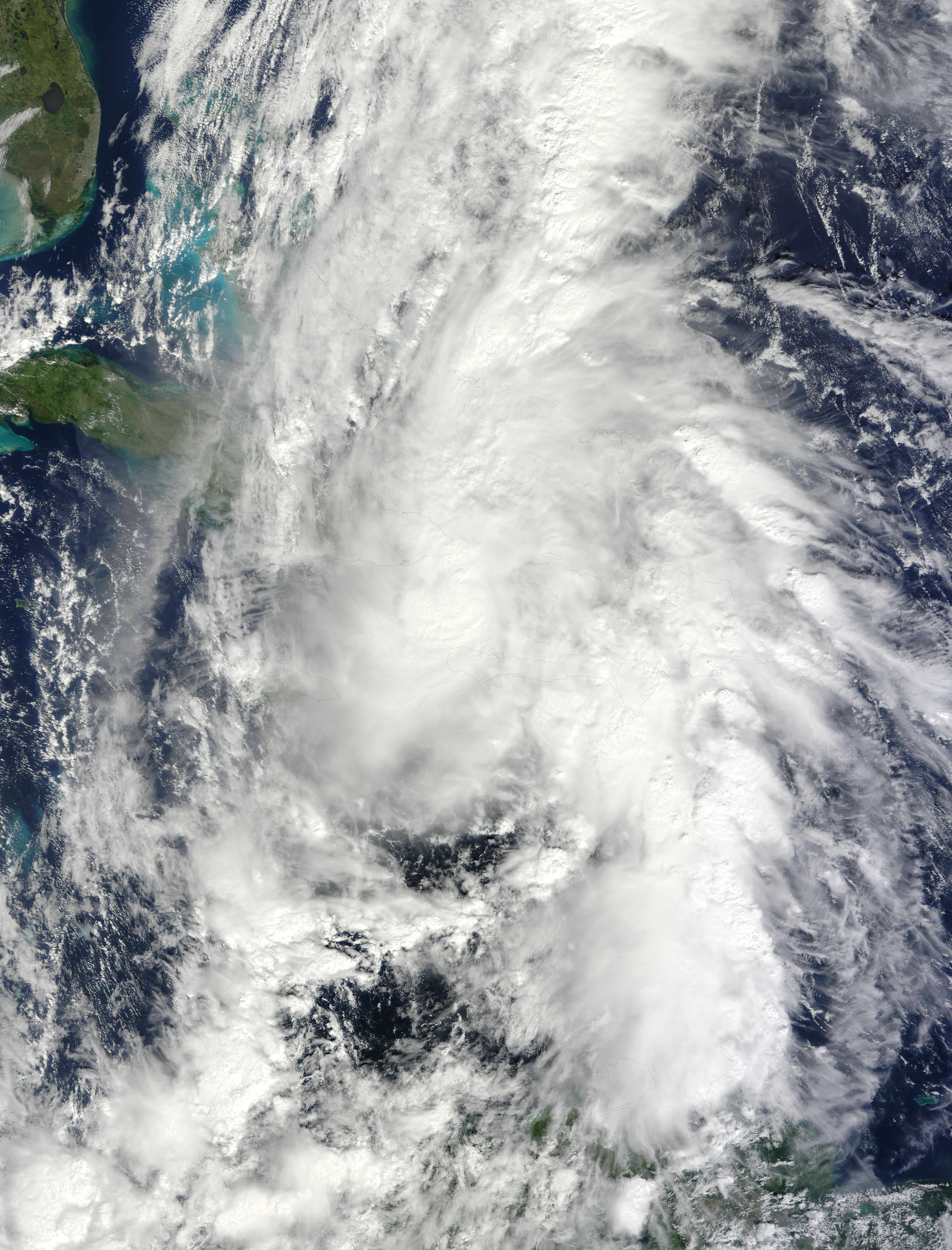
Ураган "Томас" проходить через Великі Антильські острови 5 листопада

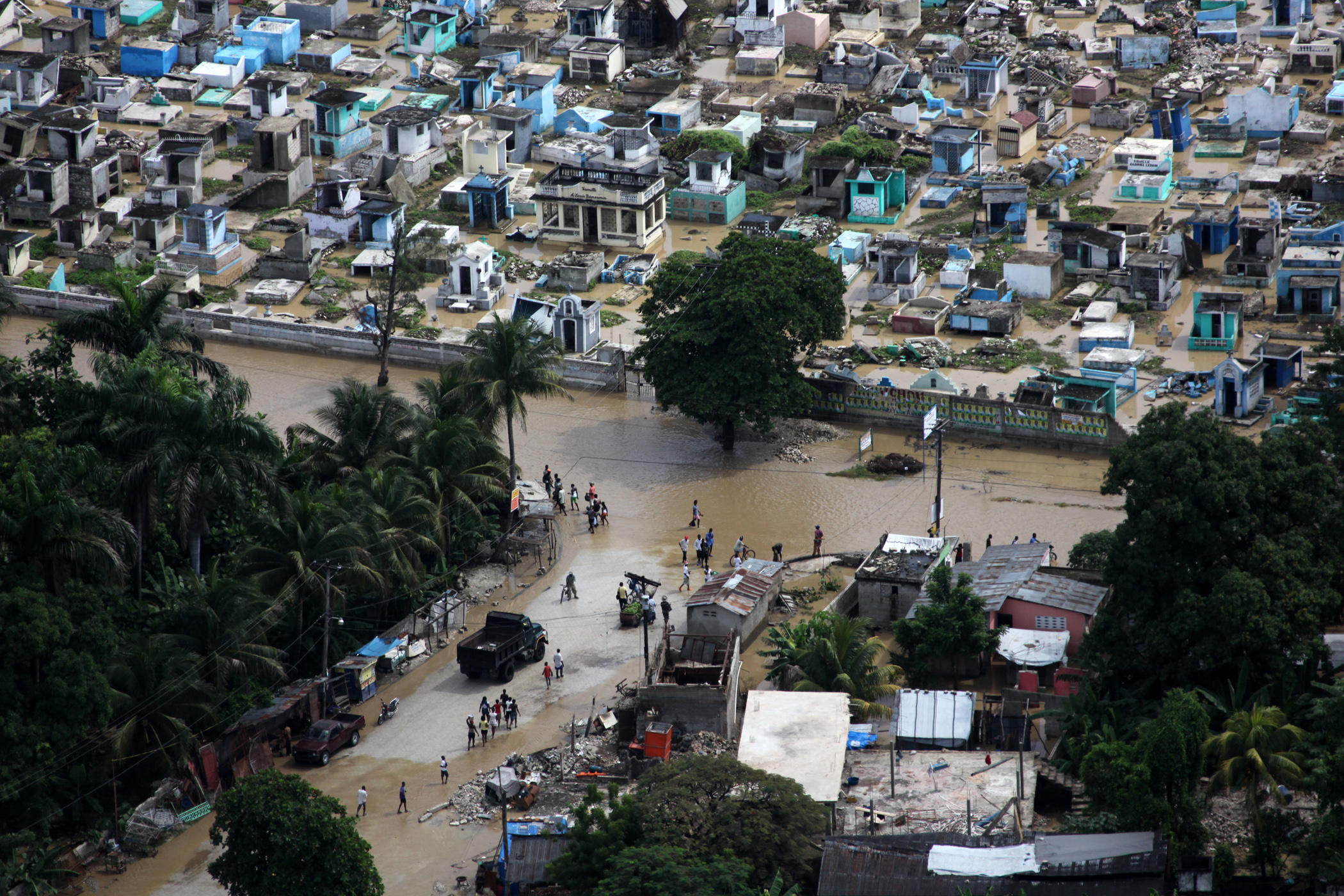
Повінь у Томасі в Порт-О-Пренсі, Гаїті, 6 листопада

Після кількох днів очікування Томас прибув прямо на узбережжя Гаїті вранці 5 листопада. Шторм посилився, докинувши втомлену катастрофою країну, відновивши силу урагану біля найзахіднішого краю Гаїті. Проливні дощі та тропічний штормовий вітер обрушилися на весь регіон. За кілька годин після шторму почалися повені. У зруйнованому землетрусом Порт-о-Пренсі один із найбільших таборів для біженців, розташований біля руїн будівлі Капітолію, був затоплений після сильних дощів. До вечора 8 листопада було підтверджено загибель 20 осіб, ще 7 вважалися зниклими безвісти, а понад 30 000 людей перебували в укриттях. Працівники охорони здоров'я також побоюються, що збитки, пов'язані з Томасом на острові, можуть посилити триваючий спалах холери.
Томас пройшов трохи пізніше на схід від Куби, але жодних значних пошкоджень на острові не було повідомлено. Коли зовнішні смуги урагану Томас почали вражати Кубу, літак рейсу 883 Aero Caribbean , ATR-72-212, розбився поблизу міста Гуасімал у провінції Санкті-Спірітус. Усі 68 осіб, які перебували на борту літака, загинули в результаті зіткнення. Незважаючи на те, що літак залишив аеропорт Сантьяго-де-Куба останнім перед його закриттям через Томаса, невідомо, яку роль зіграв шторм у катастрофі. Після аналізу аварії було встановлено, що причиною інциденту стало велике накопичення льоду на висоті 20 000 футів (6100 м), а також помилки екіпажу.
Ураган «Томас» ледве оминув Теркс і Кайкос, не завдавши островів прямого удару та спричинивши лише незначні повені.